# 大森望
大森 望（おおもり のぞみ、1961年2月2日 - ）は、日本の翻訳家・書評家・評論家・アンソロジスト。SFを中心として活動する。本名は英保 未来（あぼ みくる）。
ペンネームは、少女マンガ家・清原なつのの作品『私の保健室へおいで…』の登場人物からで、元来は京都大学SF研究会時代の共同ペンネームだった。別ペンネームとしては森のぞみ、亀井甲介、矢沢翔等。ニックネームはワルモノ。日本推理作家協会会員、本格ミステリ作家クラブ会員、変格ミステリ作家クラブ会員、日本SF作家クラブ会員。

## 人物・略歴
高知県高知市出身。父母とも高知新聞の記者であり、共働き期間は両親の知人だった宮尾登美子に子守をしてもらったことがある。小学生時代から読書少年であり「つけ」で本を買い放題という家庭環境であった。小学4年生の夏休みは大阪万博少年となり、大阪の親戚の家に泊まりパビリオンを制覇。
高知市立追手前小学校、土佐中学校・高等学校、1983年京都大学文学部英文科卒業。
高校時代からSFファン活動を開始し、SF同人誌を制作。当時の同人誌仲間に後のデザイナー岩郷重力、後の翻訳家細美遥子がいた。ジュディス・メリルの影響を受け、ニュー・ウェーブSF少年となり、原書を取り寄せて翻訳を始める。京都大学入学後は、関西の海外SFマニアの集まりであるSFファングループ「関西海外SF研究会」（KSFA)にも参加。中西秀彦（のち中西印刷社長、文筆家）や鼎元亨（のち評論家）らと共に、消滅していた学内ファングループ「京都大学SF研究会」の再結成にも参加（第三期）。後輩にのちに東京創元社でSFを担当する小浜徹也や、作家となる藤田雅矢、ゲームデザイナーとなる佐脇洋平らがいた。なお、大学4年生の1982年にSFイベント「京都SFフェスティバル」を開催。以後、京都大学SF研究会の主宰で毎年開かれることになる。本名名義で短篇翻訳や文庫解説などを担当する。
1983年、大学卒業後、新潮社に入社。同期入社に木村由花がいた。新潮文庫編集部に所属し、SF（ルーディ・ラッカーの長編や、伊藤典夫と浅倉久志によるアンソロジー三部作など）の編集に携わる一方、谷山浩子の詩文集『ねこの森には帰れない』や『ムーンライダーズ詩集』なども編集している。木村とともに日本ファンタジーノベル大賞の創設時の担当編集者でもあった。また、本業と並行して、翻訳、ライター活動も行う。
東京に居を移したことにより、SFファングループ「関東KSFA」（関東海外SF研究会）を結成。1989年からはワープロ印刷後にコピー機を用いて制作された、一般のSFファンにも販売する月刊SF情報同人誌『ノヴァ・マンスリー』を刊行した（『ノヴァ・マンスリー』は後に、編集人を浜田玲・古田尚子に変更して刊行された。）。当時は「大学SF研究会の黄金時代」の余波の時代であり、牧眞司・中村融・柳下毅一郎・山岸真・小浜徹也・堺三保・中原尚哉・中野善夫・添野知生ら、後に海外SF評論・翻訳の世界で高名になるメンバーが、誌上や例会（毎週火曜日）に参加していた。一方で、プライベート同人誌〈新少年〉を高橋良平、浅倉久志、伊藤典夫らと刊行。1987年、「新少年・別冊第1号」として編集したファンジン『世界の終わりと物語の始まり―R・A・ラファティ全発言[1979-1980]』により、SFファンジン大賞翻訳・紹介部門を受賞。
1991年に新潮社を退社してフリーとなる。1990年から〈本の雑誌〉において、二度の中断を除いて長年に渡り、新刊SFレビューを担当。一部のシリーズ物などを除き、その月に出たSFは基本的に全冊とりあげるという目標でレビューを行っている。1992年『バーチャライズド・マン』チャールズ・プラットで、SFα賞を受賞。シオドア・スタージョン「ニュースの時間です」、テッド・チャン「商人と錬金術師の門」「ソフトウェア・オブジェクトのライフサイクル」の翻訳により、第36回、第40回、第43回星雲賞海外短編部門を受賞。
2005年10月に心筋梗塞で入院したが15日で退院した。2013年2月〈本の雑誌〉にて「大森望SFサクセス伝説」として特集される。2015年9月にも再び心筋梗塞で入院した。2017年11月には心筋梗塞で三度目の入院となった。
2008年からは、創元SF文庫で開始された《年刊日本SF傑作選》の編者を日下三蔵とともにつとめ、合わせて新設された創元SF短編賞の選考委員も日下とともに担当する。2009年からは福音館で刊行開始されたジュニア向けシリーズ《ボクラノSF》の「監修」も担当。2009年12月から河出文庫で刊行されている、全作書き下ろしの日本SFオリジナル・アンソロジー《NOVA 書き下ろし日本SFコレクション》シリーズの責任編集も担当した。2013年に完結した同シリーズは2014年4月日本SF大賞特別賞、同年7年、第45回星雲賞自由部門をそれぞれ受賞した。
2014年4月、上記の日本SF大賞の受賞者として、大森の日本SF作家クラブへの無推薦入会動議がクラブ総会にかけられたが、有効投票数（総会の出席者および委任状の提出者）の3分の2の賛成という基準に達せず、入会は否決された。
2015年8月、牧眞司と共同編集の『サンリオSF文庫総解説』で第46回星雲賞ノンフィクション部門を受賞。2016年4月から「ゲンロンSF創作講座」の主任講師を務める。2020年、第40回日本SF大賞において、日下三蔵と共編で完結した『年刊日本SF傑作選』シリーズが特別賞を受賞する。2021年1月、日本SF作家クラブへの入会が承認された。2025年、第45回日本SF大賞選考委員をつとめた。
かつては映画評論家としても活動しており、〈キネマ旬報〉、〈映画秘宝〉両誌のベスト10に参加していた。『このミステリーがすごい!』大賞選考委員でもある。
筋金入りのマニアックなSFファンであると同時に、SFに隣接する純文学、新本格ミステリ、ライトノベル、漫画、ゲームなどについても積極的に評論や紹介を行ったり、作家との交流等を行っている。SF翻訳家としても、ルーディ・ラッカーやバリントン・J・ベイリーを訳すいっぽうでコニー・ウィリスも訳すなど、「幅広く、かつ、深く」という立場を維持している。社交的な性格であり、交友関係は非常に幅広くSF界のスポークスマン的役割を果たしている。トーク・イベントの司会等を行う機会も多い。多忙の中で読書時間を確保するため、スキー場のリフトの上で本を読んだこともある。
自身のウェブ日記（1995年から始まる、日本最古のウェブ日記の一つ）やコラム等で実名を出して業界の裏事情に触れることも多く、それが結実してヒット作となったのが豊崎由美との対談形式で「審査委員たちの文学観から文学賞の傾向を分析」した《文学賞メッタ斬り!》シリーズである。

## 家族
大森の父は元高知新聞論説委員長の英保怜一郎で、母も元・高知新聞記者。弟の英保未紀はマガジン・マガジン社勤務で、女性向けの男性同性愛をテーマとした小説誌『JUNE』の元編集長で、現在はパズル雑誌の編集者。弟の妻は漫画家の石原理である。
妻のさいとうよしこ（斉藤芳子）は元・雑誌『スターログ』編集者で、現・ゲーム／アニカラ等のライター。妻の妹は漫画家の斉藤友子（斉藤友之）である。その夫でアメリカで日本漫画を出版していたトーレン・スミスとは義理の兄弟（妻同士が姉妹）で、スミスが単なるマニアだった時代は自宅に居候として居住させていた。

## 著書
- 『ヤング・インディ・ジョーンズ 密林の聖者』文春文庫 1993年5月（同名TVシリーズのノベライズ）
- 『ホーンテッドマンション』竹書房文庫 2004年4月 (同名映画のノベライズ)
- 『現代SF1500冊 乱闘編 1975〜1995』太田出版 2005年6月
- 『現代SF1500冊 回天編 1996〜2005』太田出版 2005年10月
- 『特盛! SF翻訳講座 翻訳のウラ技、業界のウラ話』研究社 2006年3月→『新編 SF翻訳講座』河出文庫 2012年10月
- 『狂乱西葛西日記20世紀remix SF＆ミステリ業界ワルモノ交遊録』本の雑誌社 2009年9月
- 『21世紀SF1000』ハヤカワ文庫 2011年12月
- 『50代からのアイドル入門』本の雑誌社 2016年2月
- 『現代SF観光局』河出書房新社 2016年9月
- 『21世紀SF1000 PART2』ハヤカワ文庫JA 2020年2月

## 共著
- 『パワーアップ英語表現』アルク 1996年11月、井内邦彦と共著
- 『文学賞メッタ斬り!』PARCO出版 2004年3月、豊崎由美と共著
- 『ライトノベル☆めった斬り!』太田出版 2004年12月、三村美衣と共著
- 『読むのが怖い! 2000年代のエンタメ本200冊徹底ガイド』ロッキングオン、2005年4月 北上次郎と共著
- 『文学賞メッタ斬り!リターンズ』PARCO出版 2006年8月、豊崎由美と共著
- 『文学賞メッタ斬り！受賞作はありません編』PARCO出版 2007年5月、豊崎由美と共著
- 『読むのが怖い! 帰ってきた書評漫才〜激闘編』ロッキングオン 2008年4月、北上次郎と共著
- 『文学賞メッタ斬り! 2008年版 たいへんよくできました編』PARCO出版 2008年5月、豊崎由美と共著
- 『読むのが怖い！Z 日本一わがままなブックガイド』ロッキングオン 2012年7月、北上次郎と共著
- 『文学賞メッタ斬り! ファイナル』PARCO出版 2012年8月、豊崎由美と共著
- 『サンリオSF文庫総解説』牧眞司共同編集、共著 本の雑誌社 2014年9月
- 『NHK ニッポン戦後サブカルチャー史 深掘り進化論』宮沢章夫、泉麻人、輪島裕介、都築響一、さやわか共著、NHK「ニッポン戦後サブカルチャー史」制作班・編、NHK出版 2017年4月
- 『村上春樹「騎士団長殺し」メッタ斬り！』豊崎由美と共著 河出書房新社 2017年4月

## 部分執筆
- 『世界のSF文学 総解説』自由国民社 1984年（伊藤典夫監修。一部の作品紹介を本名の「英保未来」名義で担当）
- 『TV（知）大事典』日本文芸社 1994年9月（斉藤芳子、椎名大樹、宝泉薫、横森文・編著。執筆協力）
- 『超常現象事件[X-ファイル]の謎』（尾之上浩司編著、尾之上浩司、 堺三保, 三村美衣ほか共著、ナイト・ストーカーズ名義、フットワーク出版） 1995年8月
- 『ミステリースクール』講談社 2023年10月（講談社編、部分執筆）

## 編著
- 《年刊日本SF傑作選》全12巻 創元SF文庫 2008年12月〜2019年8月 日下三蔵と共編
- 《NOVA 書き下ろし日本SFコレクション》河出文庫 2009年12月〜2013年7月（全10巻） 2014年10月から『NOVA+』として継続刊行
- 『不思議の扉 時をかける恋』角川文庫 2010年2月
- 『不思議の扉 時間がいっぱい』角川文庫 2010年3月
- 『不思議の扉 ありえない恋』角川文庫 2011年2月
- 『不思議の扉 午後の教室』角川文庫 2011年8月
- 『ここがウィネトカなら、きみはジュディ 時間SF傑作選（SFマガジン創刊50周年記念アンソロジー）』ハヤカワ文庫 2010年9月
- 『ぼくの、マシン ゼロ年代日本SFベスト集成』創元SF文庫 2010年10月
- 『逃げゆく物語の話 ゼロ年代日本SFベスト集成』創元SF文庫 2010年10月
- 『きょうも上天気 SF短編傑作選』浅倉久志訳 角川文庫 2010年11月
- 『原色の想像力 創元SF短編賞アンソロジー』創元SF文庫 2010年12月 日下三蔵・山田正紀と共編
- 『原色の想像力2 創元SF短編賞アンソロジー』創元SF文庫 2012年3月 日下三蔵・堀晃と共編
- 『てのひらの宇宙 星雲賞短編SF傑作選』創元SF文庫 2013年3月
- 『謎の放課後 学校のミステリー』角川文庫 2013年11月
- 『SFマガジン700【国内篇】 (創刊700号記念アンソロジー)』ハヤカワ文庫 2014年5月
- 『楽園追放 rewired サイバーパンクSF傑作選』ハヤカワ文庫JA 2014年10月 虚淵玄と共編
- 『謎の放課後 学校の七不思議』角川文庫 2015年8月
- 『小松左京短編集 大森望セレクション』角川文庫 2016年7月
- 『ヴィジョンズ』講談社、2016年10月。日本SF・七つの風景。
- 『誤解するカド ファーストコンタクトSF傑作選』ハヤカワ文庫 2017年4月、野﨑まど共編
- 『SFの書き方──「ゲンロン 大森望 SF創作講座」全記録』早川書房 2017年4月
- 『revisions 時間SFアンソロジー』ハヤカワ文庫 2018年12月
- 『ギジェルモ・デル・トロ (フィルムメーカーズ)』大森編 宮帯出版社 2019年6月
- 『2010年代SF傑作選1-2』伴名練共編 ハヤカワ文庫JA 2020年2月
- 『ベストSF2020』竹書房文庫 2020年7月
- 『ベストSF2021』竹書房文庫 2021年11月
- 『ベストSF2022』竹書房文庫 2022年8月
- 『ベストSF2023』竹書房文庫 2023年

## 編訳書
- 『不思議のひと触れ』シオドア・スタージョン 白石朗と共訳、河出書房新社 2003年12月→河出文庫 2009年8月
- 『輝く断片』シオドア・スタージョン 柳下毅一郎、伊藤典夫と共訳、河出書房新社 2005年6月→河出文庫 2010年10月
- 『最後のウィネベーゴ』コニー・ウィリス 河出書房新社 2006年12月→河出文庫 2013年2月
- 『マーブル・アーチの風』コニー・ウィリス 早川書房 2008年9月
- 『アジャストメント ディック短篇傑作選1』フィリップ・K・ディック ハヤカワ文庫 2011年4月 浅倉久志と共訳
- 『トータル・リコール ディック短篇傑作選2』フィリップ・K・ディック ハヤカワ文庫 2012年7月 浅倉久志、深町真理子他共訳（大森編）
- 『変数人間 ディック短篇傑作選3』フィリップ・K・ディック ハヤカワ文庫 2013年11月 浅倉久志共訳（大森編）
- 『変種第二号 ディック短篇傑作選4』フィリップ・K・ディック ハヤカワ文庫 2014年3月 浅倉久志、若島正共訳（大森編）
- 『小さな黒い箱 ディック短篇傑作選5』フィリップ・K・ディック ハヤカワ文庫 2014年7月 浅倉久志共訳（大森編）
- 『人間以前 ディック短篇傑作選6』フィリップ・K・ディック ハヤカワ文庫 2014年11月 浅倉久志、若島正共訳（大森編）

## 訳書
- 『ドラゴンの目』デイヴ・モーリス 創元推理文庫 1986年9月 - ゲームブック
- 『惑星救出計画』マリオン・ジマー・ブラッドリー 創元推理文庫 1986年10月
- 『オルドーンの剣』マリオン・ジマー・ブラッドリー 創元推理文庫 1987年5月
- 『ラモックス―ザ・スタービースト』ロバート・A・ハインライン 創元推理文庫 1987年11月
- 『13日の金曜日』サイモン・ホーク 創元推理文庫 1988年5月
- 『深き霧の底より』スティーヴ・ラスニック・テム 創元ノヴェルズ（創元推理文庫）1989年3月
- 『ザップ・ガン』フィリップ・K・ディック 創元推理文庫 1989年6月→ハヤカワ文庫SF 2015年3月
- 『インディ・ジョーンズ 最後の聖戦』ロブ・マグレガー ハヤカワ文庫SF 1989年6月、新版2008年
- 『時間衝突』バリントン・J・ベイリー 創元推理文庫(SF) 1989年12月
- 『星の海のミッキー』ヴォンダ・N・マッキンタイア ハヤカワ文庫SF 1989年12月 森のぞみ名義
- 『タイタンのゲーム・プレーヤー』フィリップ・K・ディック 創元推理文庫 1990年3月、新版2013年 →ハヤカワ文庫SF 2020年3月
- 『ミュータント・タートルズ』B・B・ヒラー ハヤカワ文庫SF 1990年12月 亀井甲介名義
- 『エンジン・サマー』ジョン・クロウリー 1990年12月 福武書店→扶桑社ミステリー文庫 2008年11月
- 『エイリアン・チャイルド』パメラ・サージェント ハヤカワ文庫SF 1991年4月 森のぞみ名義
- 『ヘミングウェイごっこ』ジョー・ホールドマン 福武書店 1991年9月 →ハヤカワ文庫SF 2009年2月
- 『フロリクス8から来た友人』フィリップ・K・ディック 創元SF文庫 1992年1月 →ハヤカワ文庫SF 2019年8月
- 『スター・ウィルス』バリントン・J・ベイリー 創元SF文庫 1992年5月
- 『セックス・スフィア』ルーディ・ラッカー ハヤカワ文庫SF 1992年6月
- 『いたずらの問題』フィリップ・K・ディック 創元SF文庫 1992年10月 →ハヤカワ文庫SF 2018年8月
- 『図書室のドラゴン』マイクル・カンデル ハヤカワ文庫FT 1992年11月
- 『バーチャライズド・マン』チャールズ・プラット ハヤカワ文庫SF 1992年12月
- 『ロボットの魂』バリントン・J・ベイリー 創元SF文庫 1993年9月
- 『光のロボット』バリントン・J・ベイリー 創元SF文庫 1993年11月
- 『フリーゾーン大混戦』チャールズ・プラット ハヤカワ文庫SF 1994年1月
- 『キャプテン・ジャック・ゾディアック』マイクル・カンデル ハヤカワ文庫SF 1994年2月
- 『山椒魚戦争』カレル・チャペック 小学館 1994年10月 小林恭二と共訳
- 『神の熱い眠り ワーシング年代記1』オースン・スコット・カード ハヤカワ文庫SF 1995年5月
- 『サイベリア』ダグラス・ラシュコフ アスキー 1995年5月
- 『キャピトルの物語 ワーシング年代記2』オースン・スコット・カード ハヤカワ文庫SF 1995年8月
- 『ドゥームズデイ・ブック』コニー・ウィリス 早川書房 1995年11月 →ハヤカワ文庫SF 2003年03月
- 『ハッカーと蟻』ルーディ・ラッカー ハヤカワ文庫SF 1996年9月
- 『インターネット中毒者の告白』J・C・ハーツ 草思社 1996年11月 柳下毅一郎と共訳
- 『殺戮の野獣館』リチャード・レイモン 扶桑社ミステリー 1997年5月
- 『光の都』マイクル・ドーン 早川書房 1998年1月
- 『CIA超心理諜報計画スターゲイト』デイヴィッド・モアハウス 翔泳社 1998年3月
- 『逆襲の野獣館』リチャード・レイモン 扶桑社ミステリー 1998年8月
- 『時空ドーナツ』ルーディ・ラッカー ハヤカワ文庫SF 1998年10月
- 『リメイク』コニー・ウィリス ハヤカワ文庫SF 1999年6月
- 『ブレア・ウィッチ・プロジェクト完全調書』D・A・スターン アーティストハウス 1999年11月
- 『ダーウィンの使者』（上下）グレッグ・ベア ソニー・マガジンズ 2000年4月 →ヴィレッジ・ブックス 2002年12月
- 『スター・ウォーズ ローグ・プラネット』グレッグ・ベア ソニー・マガジンズ 2000年6月
- 『タクラマカン』ブルース・スターリング、小川隆共訳 ハヤカワ文庫SF 2001年1月
- 『ブレアウィッチ 2』D・A・スターン アーティストハウス 2001年3月
- 『ブレアウィッチ ラスティン・パーの告白』D・A・スターン アーティストハウス 2001年3月
- 『FINAL FANTASY full length』ディーン・ウエスレー・スミス 角川書店/角川文庫 2001年9月
- 『FINAL FANTASY evolution』ディーン・ウエスレー・スミス 角川スニーカー文庫 2001年9月
- 『フリーウェア』ルーディ・ラッカー ハヤカワ文庫SF 2002年3月
- 『航路』（上下）コニー・ウィリス ソニー・マガジンズ 2002年10月→ヴィレッジ・ブックス 2004年12月→ハヤカワ文庫SF 2013年8月
- 『犬は勘定に入れません あるいは、消えたヴィクトリア朝花瓶の謎』コニー・ウィリス 早川書房 2004年4月→ハヤカワ文庫SF（上下）、2009年4月
- 『マーブル・アーチの風』コニー・ウィリス 早川書房 2008年9月
- 『ザ・ストレイン』ギレルモ・デル・トロ&チャック・ホーガン 早川書房 2009年9月→『沈黙のエクリプス』と改題して文庫化 2012年07月
- 『ブラックアウト』コニー・ウィリス 新☆ハヤカワ・SF・シリーズ 2012年8月→ハヤカワ文庫SF（上下）2015年7月
- 『オール・クリア 1・2』コニー・ウィリス 新☆ハヤカワ・SF・シリーズ 2013年4月・7月→ハヤカワ文庫SF（上下）2015年11月
- 『混沌【カオス】ホテル (ザ・ベスト・オブ・コニー・ウィリス)』コニー・ウィリス ハヤカワ文庫SF 2014年1月
- 『空襲警報（ザ・ベスト・オブ・コニー・ウィリス）』コニー・ウィリス ハヤカワ文庫SF 2014年2月
- 『はい、チーズ』カート・ヴォネガット 河出書房新社 2014年9月→河出文庫 2018年5月
- 『vN』マデリン・アシュビー (新☆ハヤカワ・SF・シリーズ 2014年12月
- 『ブロントメク!』マイクル・コーニイ 河出文庫 2016年3月
- 『カエアンの聖衣〔新訳版〕』バリントン・J・ベイリー、ハヤカワ文庫SF 2016年3月
- 『ゴッド・ガン』バリントン・J・ベイリー、中村融共訳、ハヤカワ文庫SF 2016年11月
- 『すばらしい新世界〔新訳版〕』オルダス・ハクスリー、ハヤカワepi文庫 2017年1月
- 『人みな眠りて』カート・ヴォネガット、河出書房新社、2017年4月→河出文庫 2018年8月
- 『銀河の壺なおし〔新訳版〕』フィリップ・K・ディック、ハヤカワ文庫 2017年10月
- 『カート・ヴォネガット全短篇 1 バターより銃』監修・共訳、浅倉久志、伊藤典夫、宮脇孝雄、鳴庭真人共訳、早川書房 2018年9月
- 『カート・ヴォネガット全短篇 2 バーンハウス効果に関する報告書』監修・共訳、浅倉久志、伊藤典夫、宮脇孝雄、円城塔、鳴庭真人共訳、早川書房 2018年11月
- 『クロストーク』コニー・ウィリス 新☆ハヤカワ・SF・シリーズ 2018年12月
- 『カート・ヴォネガット全短篇 3 夢の家』監修・共訳、浅倉久志、伊藤典夫、宮脇孝雄、谷崎由依、鳴庭真人共訳、早川書房 2019年1月
- 『カート・ヴォネガット全短篇 4 明日も明日もその明日も』監修・共訳、柴田元幸、浅倉久志、伊藤典夫、宮脇孝雄、鳴庭真人共訳、早川書房 2019年3月
- 『三体』劉慈欣(著), 立原透耶 (監修), 大森望,光吉さくら,ワン・チャイ(翻訳) 早川書房 2019年7月
- 『息吹』テッド・チャン 早川書房 2019年12月 のち文庫
- 『三体II 黒暗森林 上下』劉慈欣(著), 富安健一郎(イラスト), 大森望,立原透耶,上原かおり,泊功(翻訳) 早川書房  2020年6月
- 『三体III 死神永生 上下』劉慈欣(著), 富安健一郎 (イラスト), 大森望, 光吉さくら, ワン・チャイ, 泊功(翻訳) 早川書房　2021/5/25
- 『円 劉慈欣短篇集』劉慈欣(著), 大森望, 泊功, 齊藤正高 (翻訳) 早川書房  2021/11/17
- 『三体X 観想之宙』宝樹(著), 大森望, 光吉さくら, ワン・チャイ(翻訳)　早川書房 2022/7/6
- 『流浪地球』劉慈欣(著), 大森望,古市雅子 (翻訳) KADOKAWA  2022/9/7
- 『老神介護』劉慈欣(著), 大森望,古市雅子(翻訳) KADOKAWA  2022/9/7
- 『三体0【ゼロ】球状閃電』劉慈欣(著),大森望, 光吉さくら, ワン・チャイ(翻訳) 早川書房  2022/12/21
- 『超新星紀元』劉慈欣(著), 大森望,光吉さくら,ワンチャイ(翻訳)　早川書房  2023/7/19
- 『白亜紀往事』劉慈欣(著), 大森望,古市雅子(翻訳) 早川書房 2023/11/21

## 放送
- NHK BS2「BSアニメ夜話 機動警察パトレイバー(劇場版)」にパネラーとして出演。
- CSミステリチャンネル「MYSTERYブックナビ」にレギュラー出演。
- ラジオ・文化放送ワイド番組「大竹まこと ゴールデンラジオ!」の「大竹紳士交遊録」（毎週木曜日15:07〜15:20）にレギュラー出演（2015年3月で終了）。
- NHK Eテレ「ニッポン戦後サブカルチャー史II 第2回 SF編」パネラーとして出演（2015年10月9日）。
- 世界SF作家会議（フジテレビ）
  - 第1回 2020年7月26日放送　いとうせいこう、新井素子、藤井太洋、小川哲とともに「顧問」として出演。
  - 第2回 2021年1月6日放送　 いとうせいこう、新井素子、藤井太洋、小川哲、高山羽根子とともに、「顧問」として出演。

## 受賞歴
星雲賞
- 第45回自由部門（『NOVA 書き下ろし日本SFコレクション』）
- 第46回ノンフィクション部門（『サンリオSF文庫総解説』）

日本SF大賞
- 第34回特別賞（『NOVA 書き下ろし日本SFコレクション』）
- 第40回特別賞（『年刊日本SF傑作選』）